# Munteni-Buzău (gmina)
Munteni-Buzău – gmina w Rumunii, w okręgu Jałomica. Obejmuje tylko jedną miejscowość Munteni-Buzău. W 2011 roku liczyła 3428 mieszkańców. 